# Štítná nad Vláří-Popov
Štítná nad Vláří-Popov là một làng thuộc huyện Zlín, vùng Zlínský, Cộng hòa Séc.